# Gustaf nagel

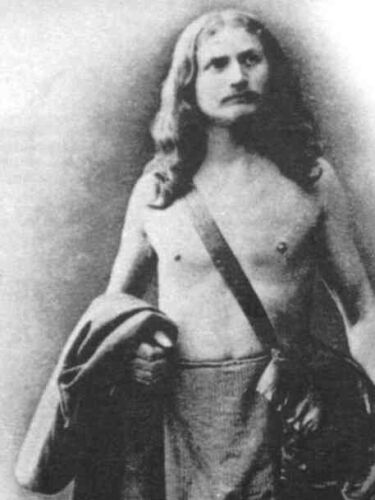
gustaf nagel, um 1902

gustaf nagel, eigentlich Gustav Nagel (* 28. März 1874 in Werben als Carl Gustav Adolf Nagel; † 15. Februar 1952 in Uchtspringe), war ein deutscher Naturmensch und Wanderprediger. Er wird der Bewegung der Lebensreformer zugerechnet und war auch als „Vorkämpfer einer vereinfachten Rechtschreibung“ bekannt. Langjähriges Zentrum seines Wirkens war die altmärkische Stadt Arendsee sowie der gleichnamige See, an dessen Ufer er seine Tempel- und Kuranlage errichtete. Dort wird bis heute auf unterschiedliche Weise sein Andenken gepflegt.
Wanderungen und Vortragsreisen, die Nagel leicht bekleidet und barfuß unternahm, führten ihn Anfang des 20. Jahrhunderts bis ins Heilige Land. Zeitgenössische Medien berichteten ausführlich über den „Naturmenschen“, der viele Anhänger und Neugierige anzog, aber auch lebenslang mit Spott und feindseligen Aktionen konfrontiert war. Zeitweilig war er entmündigt, die nationalsozialistischen Behörden nahmen ihn in sogenannte Schutzhaft im Konzentrationslager Dachau und brachten ihn später in der Nervenheilanstalt Uchtspringe unter. Nach dem Zweiten Weltkrieg wurde er von DDR-Behörden erneut zwangsweise dort eingewiesen und durfte die Einrichtung bis an sein Lebensende nicht mehr verlassen.

## Leben

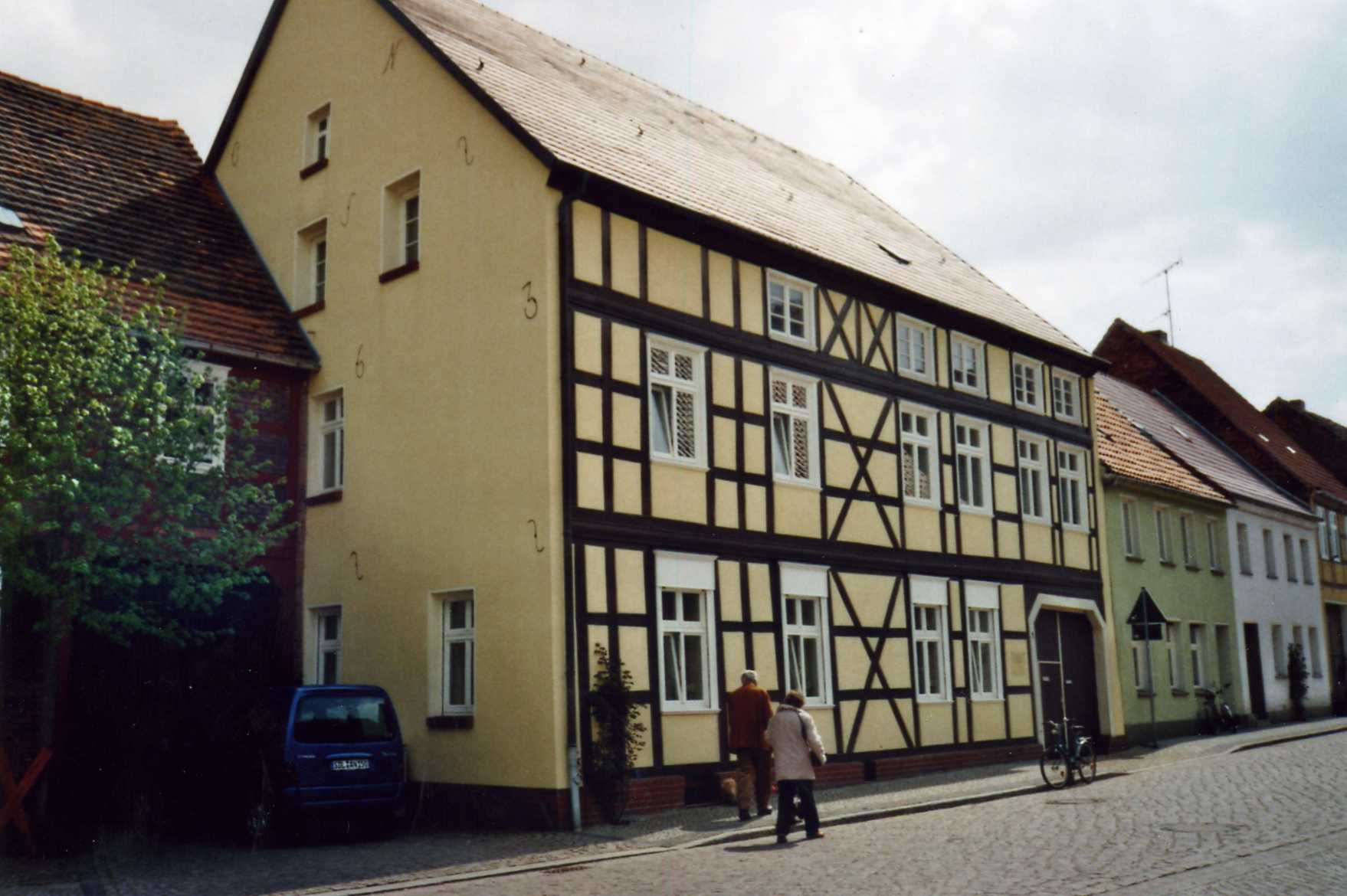
Nagels Geburtshaus in Werben: das ehemalige Gasthaus „Zum weißen Schwan“

Gustav Nagel wurde als achtes Kind einer Gastwirtsfamilie in Werben geboren. Sein Vater Carl Friedrich Ludwig Nagel galt als erfolgreicher Geschäftsmann. Im Jahr 1863 hatte er in der Werbener Innenstadt ein Grundstück mit einem baufälligen Wohngebäude erworben. Unter großem finanziellen Aufwand hatte er das abgängige Haus abreißen und ein neues Fachwerkgebäude, das spätere Geburtshaus Gustav Nagels, an selber Stelle errichten lassen. Dieses Haus, das der Vater viele Jahre als Gastwirtschaft zum weißen Schwan betrieb, ist weitgehend erhalten. Die im Westgiebel eingelassenen Initialen C. N. erinnern an seinen Erbauer. Das Haus befindet sich in der Nähe des Werbener Marktplatzes. Eine dort angebrachte Tafel erinnert heute an den Wanderprediger. Gustav Nagels Mutter Louise war eine geborene Hennings. Sie stammte aus dem bei Arendsee gelegenen Gestien. Sie unterstützte ihren Sohn ideell und materiell bis zu ihrem frühen Tod 1897.
Bis Ostern 1888 besuchte Nagel die Werbener Stadtschule. Besondere Begabungen zeigten sich in den Unterrichtsfächern Zeichnen und Rechnen. Auch wurde seine schnelle Auffassungsgabe gelobt. Kurze Zeit später trat er eine kaufmännische Lehre in der Arendseer „Materialwaren-, Manufaktur-, Konfektions- und Kolonialwarenhandlung“ Albrecht an. Wegen eines chronischen Katarrhs sowie verschiedener Allergien musste er jedoch die Ausbildung abbrechen. Nagel begann, sich mit der Naturheilkunde und in diesem Zusammenhang vor allem mit den Lehren des Pfarrers und Hydrotherapeuten Sebastian Kneipp zu beschäftigen. Nagel fing an, sich in eiskaltem Wasser abzuhärten und mit Rohkost zu ernähren. Er lehnte es ab, Schuhe zu tragen und begann, sich „wie Jesus“ zu kleiden. Auch ließ er seine Haare wachsen. Hin und wieder trug er einen talarartigen Umhang; häufiger jedoch zeigte er sich in einem knappen Lendenschurz. Anfang der 1890er Jahre wandte er sich ganz der vegetarischen Lebensweise zu, erfuhr dabei eine auch äußerlich sichtbare Besserung seines angeschlagenen Gesundheitszustandes und bot seinen Rat sowie seinen praktischen Beistand anderen Kranken an.
In der ihm eigenen „ortografi“ bezeichnete er sich jetzt als „praktischer fertreter der naturheilkunde“, versprach Hilfe bei Kopfschmerz, Stuhlverstopfung, Trunksucht, Fallsucht, Veitstanz, Stottern, Bettnässen und Onanismus. Gustav Nagels Lebensweise und vor allem seine äußere Erscheinung führten zum Konflikt mit seinem Vater. Er verließ das elterliche Haus und baute sich in einem Wald – nicht weit von Werben entfernt – eine Erdhöhle und schmückte sie mit Fahnen und Blumen. Die örtliche Presse wurde auf ihn aufmerksam, veröffentlichte Artikel über den „Waldläufer“ und zeigte Fotografien seiner ungewöhnlichen Behausung. Sowohl Sympathisanten als auch „Spaßvögel“ machten sich auf den Weg zum Höhlenbewohner. Während die einen seinen Predigten lauschten, trieben die anderen mit ihm ihre nicht immer harmlosen Scherze. Der Vater Carl Nagel enterbte seinen Sohn und beantragte ein Entmündigungsverfahren. Der Antrag wurde zunächst abschlägig beschieden. Man versuchte ihn aber amtlicherseits wegen groben Unfugs zu belangen und untersagte ihm schließlich, die Erdhöhle als Wohnung zu benutzen.
Nagel zog nach Rathenow, wo er kurze Zeit später in das örtliche Krankenhaus eingewiesen wurde, um ihn wegen einer möglichen Geisteskrankheit zu beobachten. Aus dieser Zeit stammte auch sein Spottname „Schnitzelheiliger“. Die Illustrirte Zeitung hatte ihn 1899 in einer Reportage so genannt, weil er aus Buntpapier Collagen mit symbolischem Inhalt erstellt und mit ihnen die Wände und Decken seiner Rathenower Wohnung verziert hatte. Von Rathenow ging es weiter an den Arendsee, der zum Zentrum seines künftigen Wirkens werden sollte. In der Nähe des Arendseer Schützenhauses errichtete Nagel seine zweite Erdhöhle, die von aufgebrachten Bürgern alsbald zerstört wurde. Es folgten Anzeigen wegen Erregung öffentlichen Ärgernisses. Begründet wurden sie unter anderem mit dem Hinweis auf seine spärliche Bekleidung. Am 13. August 1900 wurde Gustav Nagel schließlich durch das Amtsgericht Arendsee entmündigt. In der Begründung hieß es: „[...] glaubt, mit Gott und den Engeln zu sprechen und sieht Sterne, die ihm den Weg zeigen.“

### Erste Wanderungen
In den folgenden Jahren reiste er als Wanderprediger in Thüringen und Franken umher und besuchte dabei auch mehrfach Berlin. Er lud in Städten und Dörfern zu religiösen und lebensreformerischen Versammlungen ein, verkaufte mit großem Gewinn eigene Schriften sowie Bildkarten, die ihn als Heilsbringer zeigten. Seine Vorträge hatten erstaunlichen Zulauf, was nicht zuletzt den Pressemeldungen über ihn und seinem exzentrischen Lebensstil zu verdanken war. Seine Vorträge fanden sowohl im öffentlichen Raum als auch in Festsälen statt. In Berlin sprach er 1902 in Pohles Festsaal, in der Tonhalle sowie in Buggenhagens Festsaal. Über 1000 Zuhörer hatten sich eingefunden. Seine Reisen in den Jahren um die Jahrhundertwende verschafften ihm ein gutes finanzielles Polster. Schon 1901 verdiente er sein Geld überwiegend durch den Verkauf von Postkarten mit seinem Porträt. Bis 1902 ließ er 50.000 Postkarten mit sechs Motiven drucken, die er zu 10 Pfennigen das Stück verkaufte. Noch vorhandene Einzahlungsbelege des sogenannten Postquittungsbuches weisen einen Bestand von 3777,85 Mark aus (kaufkraftbereinigt in heutiger Währung: rund 31.000 Euro). Weitere Einnahmen deponierte er bei Freunden und bei seinem Vater. Mit den eingenommenen Geldern beabsichtigte Nagel, seine Reise zu den heiligen Stätten Palästinas zu realisieren.

### Reise nach Palästina
Höhepunkt seiner Wanderjahre war 1903 ein Besuch Jerusalems. Die Reise, bei der ihn anfangs ein Esel und ein Hund begleiteten, führte über Genthin, Kassel und Ulm nach Ascona zum Monte Verità, einem Anfang des 20. Jahrhunderts bekannten Treffpunkt von Vertretern unterschiedlicher alternativer Bewegungen. Eine der Begründerinnen des Siedlungsprojektes schrieb später über diesen frühen Gast:

«Gustav Nagel tritt am 17. November vor unsere erstaunte Gruppe. Heftiges Schneegestöber hindert ihn nicht, blossfüssig und nur mit einem kurzen Hemde bekleidet einherzugehen. Helle Freude breitet sich über die Züge der Anwesenden; denn der Anblick seiner Persönlichkeit wirkt erfrischend; er macht den Eindruck eines Genesenden, aber noch nicht Gesunden. Seine Gestalt, sein von lockigem Haar umwallter Kopf sind schön. Ausdruck und Haltung sind edel, sein Auge jedoch ist unstät – er lacht oft kurz und grundlos auf. Nagel zeigt uns Atteste von den bekanntesten deutschen Medizinern und Naturärzten, welche einstimmig seine vielfach angezweifelte Zurechnungsfähigkeit bestätigen, damit Nagel sich von der über ihn verhängten Kuratel befreien könne. Er verkauft viele Ansichtskarten mit seinem eigenen Bildnis an uns, schläft Morgens bis 11 Uhr, lässt sich sein Essen zum Bett bringen, hüllt sich tagsüber nackt in eine wollene Decke, friert dabei jämmerlich und eilt von Unruhe getrieben, nach zweitägigem Aufenthalt zum Schiffe, das ihn weiter nach Süden bringen soll.»

Das erwähnte Schiff betrat Nagel im Hafen von Genua. Von Ascona am Lago Maggiore war er über Mailand dorthin gewandert. Am 25. November 1902 gelangte er über Neapel nach Capri. Seine Absicht war es, dort Karl Wilhelm Diefenbach, den „Urvater aller Alternativbewegungen“, und dessen wohl engsten Mitarbeiter Hugo Höppener, besser bekannt unter dem Namen Fidus, zu treffen. Die geplante Begegnung misslang, da die beiden ortsabwesend waren. Nagel begab sich auf die Weiterreise. Noch im Dezember 1902 erreichte er über Port Said die ägyptische Großstadt Alexandria, die zur Zeit seines Besuches noch unter britischer Kontrolle stand. Von dort ging es weiter nach Jerusalem. Den Heiligen Abend 1903 verbrachte er in der Geburtskirche in Bethlehem und nahm am dortigen Weihnachtsgottesdienst teil. Seine Absichten waren nicht touristischer Natur; „er kam als sündiger Pilger. Immer wieder warf er sich auf dem Weg von Jerusalem nach Bethlehem in den Staub und betete“. In einem Weihnachts- und Neujahrsgruß an seinen Vater gab er am Fuß des Karmel-Gebirges einen ausführlichen Bericht über seine Eindrücke und Erfahrungen im Gelobten Land. Am Ende heißt es aber: „o ich habe fast sensucht nach dem schönen deutschen winter, dem schönen schne.“ Von Jaffa aus trat Nagel die Rückreise an, die ihn zunächst über Konstantinopel nach Budapest führte. Von dort wanderte er weiter nach Italien, von wo aus er ein zweites Mal nach Capri übersetzte und mit der „Diefenbachjüngerin“ Marianne Konhäuser, seiner späteren Ehefrau, erste Hochzeitspläne schmiedete. Über Positano, Wien und Dresden kehrte er schließlich nach Arendsee zurück.
Spätere Ideen und Projekte Nagels, darunter die Verherrlichung der Natur und eines gesunden Körpers sowie der am Arendsee verwirklichte Tempelbau, gehen vermutlich auf den Einfluss von Diefenbach und Höppener zurück. Auch die bei Nagel zu beobachtende Deutschtümelei scheinen auf Capri ihren Ursprung zu haben.
Im selben Jahr gelang es ihm, die gerichtliche Aufhebung seiner Entmündigung zu erwirken.

### Arendsee

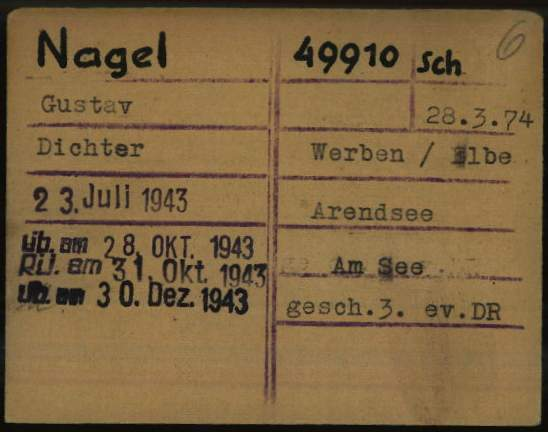
Registrierungskarte von Gustav Nagel als Gefangener im nationalsozialistischen Konzentrationslager Dachau

Im Sommer 1903 pachtete der nun wieder voll geschäftsfähige Nagel zwei Morgen Land bei Arendsee, um dort ein Kneippbad zu betreiben. Er richtete auf dem Grundstück verschiedene Bäder- und Kuranlagen in einer Holzbaracke ein und betätigte sich auch als Krankenheiler für die verschiedensten Leiden, wobei er seinen Patienten vornehmlich Kaltwaschungen und gesunde Ernährung empfahl. Nach wiederholtem Vandalismus und andauernden Schwierigkeiten mit Behörden und Anwohnern, die ihn wegen seines als unmoralisch beargwöhnten Lebenswandels anzeigten, siedelte er 1907 nach Mardorf am Steinhuder Meer um. 1910 kehrte er jedoch nach Arendsee zurück, kaufte das Gelände des heutigen gustaf-nagel-Areals und begann auf dem Grundstück am See mit der Anlage eines Naturgartens, den er paradisgarten nannte. Ab 1917 erbaute er dort einen Seetempel aus Muschelkalk sowie zahlreiche weitere Anlagen und Bauten, darunter eine Kurhalle. Der Sonderling wurde zu einer Kuriosität der Stadt, und sein „lebensreformerischer Erlebnispark“ (Berliner Morgenpost) zog viele Besucher an. Allein 1928 konnte er mehr als 10.500 Eintrittskarten verkaufen. Diverse medizinische Gutachten über seinen Geisteszustand, mit denen seine Gegner die teils weiterhin als skandalös empfundenen Aktivitäten behindern wollten, beeinträchtigten seine Popularität nicht. Am 30. September 1926 berichtet die Berliner Wochenzeitschrift „Die Woche“: „Hei lewet noch. gustav nagel, der bekannte Naturapostel, besuchte kürzlich unsere Redaktion, um zu beweisen, daß er, entgegen vielen Gerüchten, noch am Leben ist.“ Da sein Park Gäste nach Arendsee brachte, hatte er auch im Ort zahlreiche Unterstützer. 1929 war er der bedeutendste Steuerzahler Arendsees.

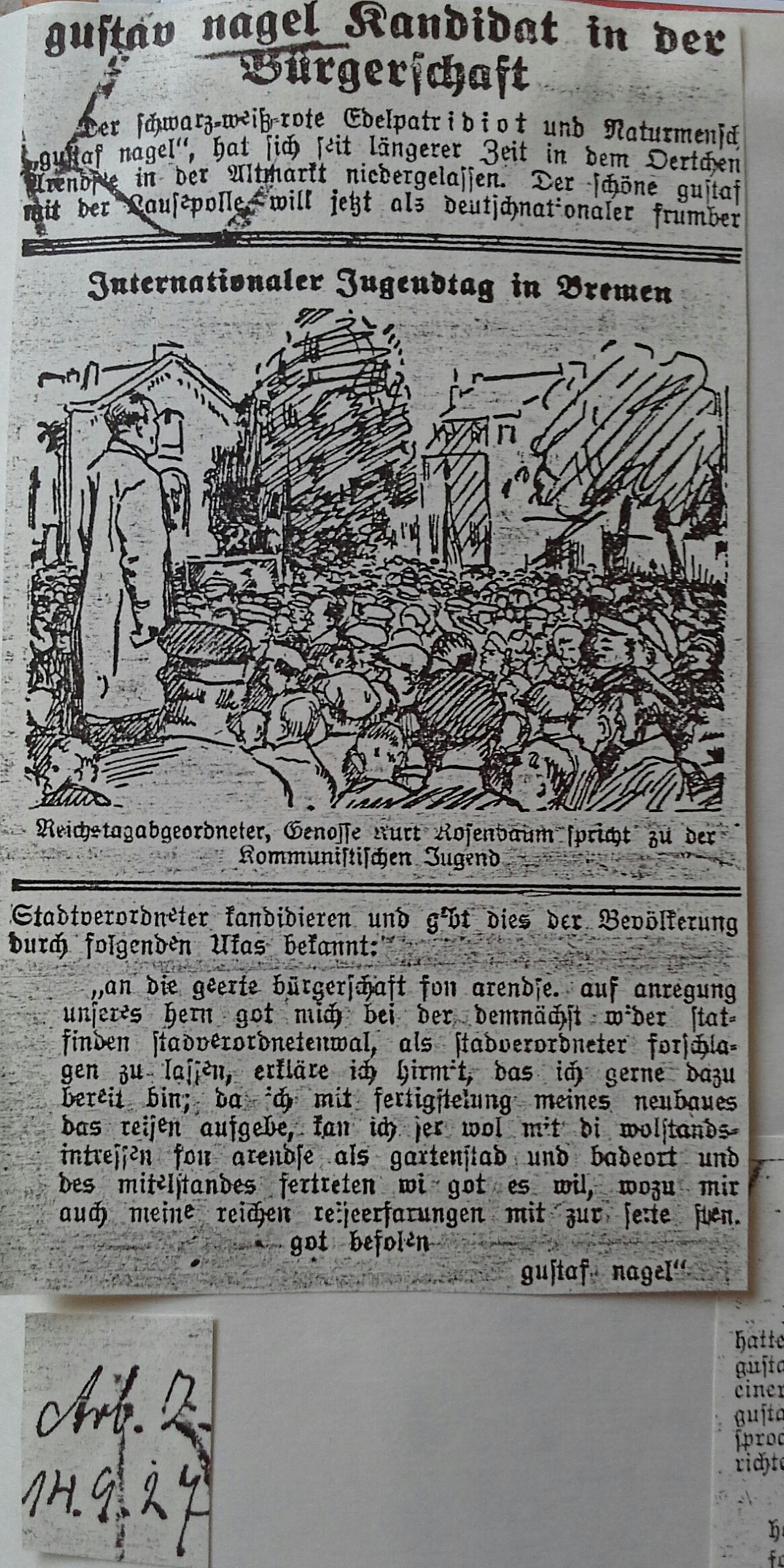
Aus der Arbeiterzeitung vom 14. September 1927

In seinem Tempelgarten sollten Phallussäulen, die er zu seinen Auftritten schwarz-weiß-rot beflaggte, und Lotosblumen an die freie Liebe erinnern. 1924 gründete Nagel die deutsch-kristliche folkspartei, zu deren Zielen die Abschaffung der Großstädte gehörte. Bei der Reichstagswahl im Dezember 1924 erhielt er 4322 Stimmen (0,01 %, kein Mandat). 1927 verkündete Nagel, dass er in Arendsee zur Bürgerschaftswahl antreten wolle.
1928 trat er mit seiner programmatisch auf den Mittelstand zielenden Partei erneut zur Reichstagswahl an, konnte allerdings nur 901 Stimmen (gerundet: 0,00 %) erringen. In der Zeit des Nationalsozialismus ab 1933 blieb er weiterhin im Gespräch, wurde aber nicht ernst genommen. So beantragte er im März 1934 bei der Stadtverwaltung in Arendsee, ihm einen Sitz im Gemeinderat zur Verfügung zu stellen. 1935 wurde sein Garten von den Behörden geschlossen, er durfte zeitweilig keine zahlenden Besucher mehr empfangen und erhielt ein Redeverbot. Zu den Olympischen Spielen 1936 reichte er ein turnerlid ein und wollte damit einen olympischen Dichterwettbewerb anregen. Kurz vor seiner letzten Hochzeit trat er 1937 in Winsen an der Luhe als Langstreckenläufer auf. Im August 1937 erhielt er die Genehmigung zum Ausschank selbst hergestellter alkoholischer Fruchtsäfte in seiner „Kurhalle“. Er soll auch gegen die Judenverfolgung und später gegen den Krieg gepredigt haben. Aufgrund von Denunziationen, teils aus seinem direkten Umfeld, wurde wegen „staatsfeindlicher Betätigung“ mehrfach gegen ihn ermittelt. 1942 starb sein jüngster Sohn Ernst Adolf als Soldat in Russland. Im Sommer 1943 wurde Nagel als „Schutzhäftling“ ins Konzentrationslager Dachau verbracht, nachdem er im Vorjahr einen Brief an Joseph Goebbels geschrieben und darin das Gerede vom „entsig“ als Lüge bezeichnet hatte. Das Jahr 1944 verbrachte der nunmehr 70-jährige Nagel in der Nervenheilanstalt Uchtspringe bei Stendal, die er 1945 verließ, um nach Arendsee zurückzukehren. Er begann mit dem Wiederaufbau seiner Tempelanlage, die bereits vor seiner Inhaftierung von Hitlerjungen großteils zerstört worden war, und begann sich auch erneut politisch zu engagieren. So schickte er 1948 eine „Friedensbotschaft“ an die vier Stadtkommandanten von Berlin. Nach kritischen Äußerungen über die sowjetische Besatzungsmacht und der mehrfachen Ankündigung, den künftigen Herzog von Cumberland zum „König von Deutschland“ krönen zu wollen, wurde er 1950 erneut in die Nervenheilanstalt Uchtspringe eingeliefert, die er trotz seiner Bemühungen nicht mehr verlassen durfte. Dort starb er 1952 an Herzversagen.

## Familie
Nagel selbst hatte zeitlebens zahlreiche Affären. Er heiratete dreimal. Alle drei Ehen wurden geschieden. Aus der ersten Ehe gingen zwei Kinder, aus der zweiten drei Kinder hervor. Die dritte Ehe blieb kinderlos.

### Erste Ehe: Maria Anna Konhäuser

Nagels erste Ehe mit Maria Anna Konhäuser

Seine erste Ehe mit der gebürtigen Wienerin Maria Anna Konhäuser wurde am 16. Januar 1904 geschlossen. Die beiden hatten sich auf Nagels Rückreise von Jerusalem auf Capri kennengelernt und waren gemeinsam im Mai 1903 in Arendsee eingetroffen. Der Verbindung mit Maria (auch „Meta“ und „Laetitia“ genannt) entstammten zwei Kinder. Am 28. November 1903 (also noch vor der Eheschließung) wurde die Tochter Klara als „Siebenmonatskind“ geboren. Sie verstarb bereits am 6. Dezember desselben Jahres. Über die Ursachen des frühen Todes gab es zahlreiche Spekulationen, darunter die Behauptung, das Kind habe sich bei einer von Gustav Nagel vollzogenen Ganzkörpertaufe im eiskalten Arendsee eine schwere Erkältung zugezogen. Am 21. April 1905 kam der Sohn Friedrich zur Welt, den Nagel allerdings nicht als sein Kind anerkannte und deshalb den Unterhalt verweigerte. Es folgten zahlreiche Auseinandersetzungen, bei denen nicht selten Polizei einschreiten musste. Maria zog 1906 zu ihrer Schwester nach Wien und wurde am 22. Juli 1907 „wegen ehebrecherischen Verkehrs“ vom Amtsgericht Stendal von ihrem Ehemann geschieden.

### Zweite Ehe: Johanna Maria Raith

gustaf nagel als gliklicher ehemann. Gustav Nagel und Johanna Raith am Tag ihrer Hochzeit vor der Chemnitzer Lutherkirche (1912)

Gustav und Johanna Nagel mit ihren Kindern

Seiner zweiten Frau Johanna Maria Raith (* 1888 in Chemnitz), einer Kaufmannstochter und ausgebildeten Klavierlehrerin, begegnete Nagel zum ersten Mal auf einer seiner Wanderungen durch Sachsen. Am 26. März 1912 erfolgte die Verlobung, die im Flöhaer Tageblatt offiziell bekanntgemacht wurde. Ermittlungen zum Vorleben des Wanderpredigers, die daraufhin erfolgten, konnten nicht verhindern, dass das Brautpaar am 4. Juni 1912 in der Chemnitzer Lutherkirche unter den neugierigen Blicken zahlreicher Menschen getraut wurde. Gustav und Johanna Nagel bezogen zunächst eine Wohnung in der Chemnitzer Reichenhainer Straße 17; der Ehemann kehrte aber bereits zwei Wochen nach der Hochzeit nach Arendsee zurück, wohin ihm seine schwangere Ehefrau wenige Wochen später folgte. Drei Söhne, die allesamt in Arendsee das Licht der Welt erblickten, entstammten dieser Ehe. Am 26. Februar 1913 wurde Gottfried Fürchtegott Gerhard geboren. Drei Jahre später, am 20. Juli 1916, kam Gustav Johannes zur Welt und fünf Jahre später, am 2. August 1918, Ernst Adolf. Die Liebe – so Gustav Nagel – sei alsbald danach erloschen. Im Jahr 1920 versuchte die Ehefrau, die immer mehr unter Schwermut litt, sich und ihren jüngsten Sohn im Arendsee zu ertränken. Sie wurde daraufhin zunächst in die Nervenheilanstalt Uchtspringe und später in eine ähnliche Einrichtung in Jerichow eingewiesen. Dort verstarb sie 1935. Sie wurde auf dem dortigen Stadtfriedhof beigesetzt. Die Ehe mit Gustav Nagel war auf dessen Antrag bereits 1926 „wegen Beischlafsverweigerung“ geschieden worden. Die Kinder aus dieser Ehe wurden 1928 einer amtlichen Vormundschaft unterstellt.
Nagels Sohn Gustav Johannes berichtete 2001 anlässlich seines sechzigjährigen Ehejubiläums von seiner Kindheit am Arendsee. Als Zwölfjähriger begleitete er die Vorträge seines Vaters am Harmonium. Außerdem kassierte er die Eintrittsgelder, die Besucher der Tempel- und Kuranlage zu entrichten hatten. Gustav Johannes fand als Jugendlicher seine geistliche Heimat in der Freikirche der Siebenten-Tags-Adventisten und war ab den 1950er Jahren bis zum Eintritt in den Ruhestand für sie als hauptberuflicher Bücherevangelist tätig. Drei seiner Söhne absolvierten eine theologische Ausbildung am adventistischen Predigerseminar. Gustav Johannes, der die vegetarische Lebensweise seines Vaters übernommen hatte, verstarb im Alter von 96 Jahren Anfang Januar 2013.

### Dritte Ehe: Eleonore Dadeck
Nach der Scheidung von seiner zweiten Frau versuchte Nagel auf verschiedenen Wegen eine neue Lebenspartnerin kennen zu lernen. Er gab unter anderem Heiratsannoncen auf und verschickte an Frauen, die sein Gefallen gefunden hatten, sogenannte „Rosenbriefe“. Nach manchen kurzen, oft ausschließlich sexuellen Beziehungen bahnte sich erst 1937 eine neue verbindliche Partnerschaft an. Am 23. Februar dieses Jahres veröffentlichte das Arendseer Wochenblatt eine Anzeige mit folgendem Text: „als, mit got in jesu kristi namen, ferlobte grüßen: eleonore teichmann, krankenschwester, gustaf nagel, tempelwächter, dichter und komponist des herrn von gottes gnaden.“ Nagel hatte Eleonore Dadeck (* 13. Februar 1913) in Berlin-Charlottenburg kennengelernt. Am 3. Mai 1938 fand in Arendsee unter großer Anteilnahme der Öffentlichkeit die kirchliche Trauung statt. Zum Ärger der nationalsozialistischen Behörden berichteten fast alle deutschen Zeitungen über dieses Ereignis. Auch diese Ehe, die kinderlos blieb, entwickelte sich problematisch. Es kam zu handgreiflichen Auseinandersetzungen, bei denen sich die Ehefrau aufgrund ihrer körperlichen Überlegenheit erfolgreich zu wehren wusste. Sie verweigerte die vegetarische Lebensweise und zeigte 1940 sogar ihren Mann bei der Magdeburger Gestapo wegen dessen staatsfeindlichen Reden an. Gustav Nagel reagierte mit einer Meldung bei der Ortspolizei; Eleonore habe versucht, ihn zu vergiften. Die Ehe wurde am 10. Juli 1941 geschieden.

## Schreibreform

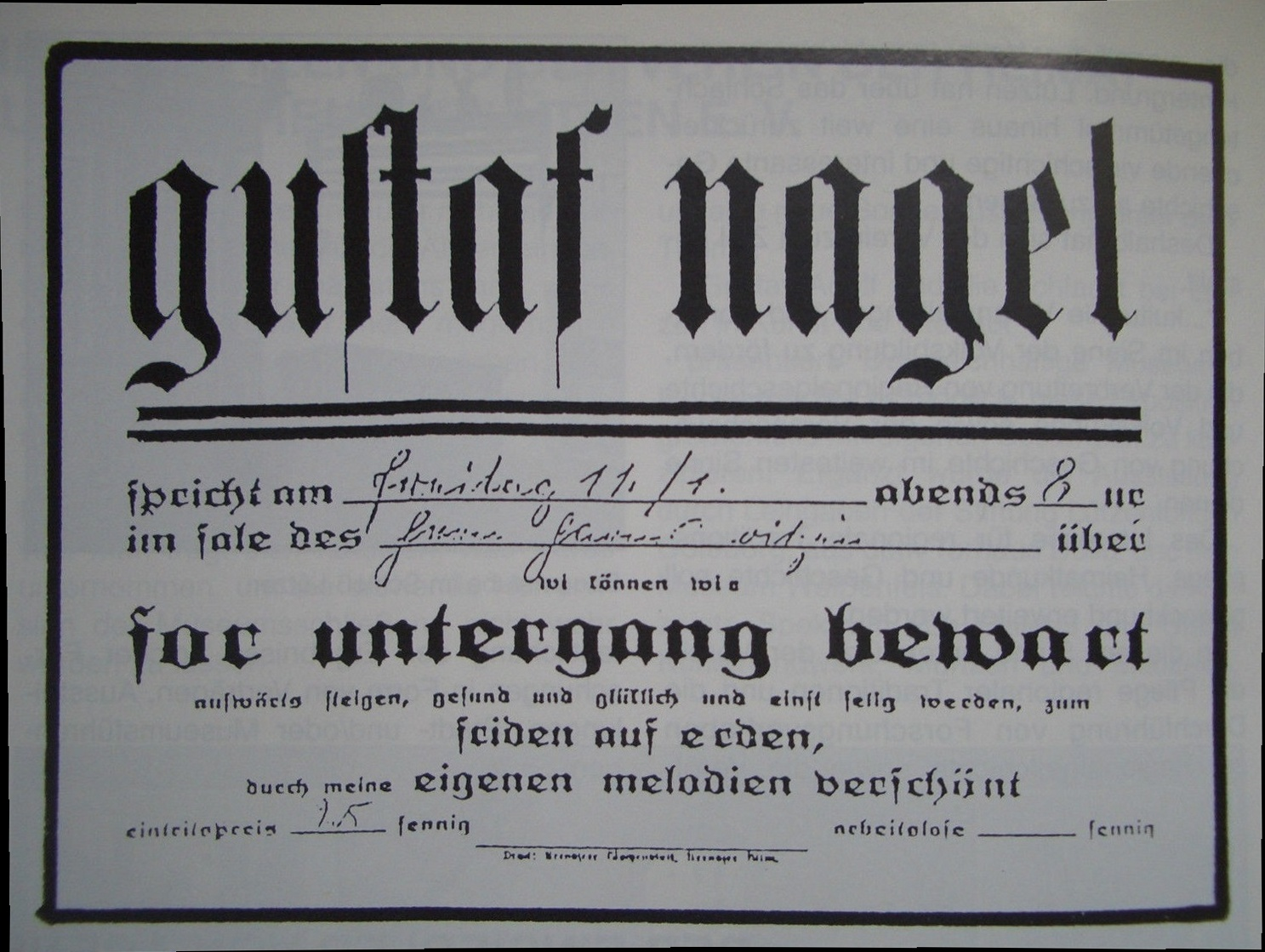
wi können wir for untergang bewart aufwärts steigen, gesund und glüklich und einst selig werden — Thema eines Vortrags von Nagel am 11. Januar 1929 (Arbeitslose zahlen keinen Eintritt.)

In seinen Veröffentlichungen benutzte Nagel eine von ihm ab 1896 entwickelte vereinfachte Rechtschreibung. Sie stand unter dem Motto „schreib wi du sprichst“ und verzichtete auf Majuskeln, Doppellaute sowie auf die Buchstaben „q“, „v“, „x“, „y“ und „ß“. Auch schaffte er die Interpunktion weitgehend ab. Seinen Namen schrieb er fortan „gustaf nagel“, seinen Wohnort „arendse“, Gott „got“ und Christus „kristus“. Seine größeren Veröffentlichungen, seine Traktate und Postkarten, von deren Verkauf er unter anderem lebte, verfasste er ebenfalls in dieser ausspracheorientierten Schreibweise. Dazu gab er 1920 in seinem Buch mein testament folgende Erklärung ab: „alles, was gedent gesprochen wird, wie er = er, her = her, dir = dir, im = ihm, ir = ihr ist gedent geschriben; alles was nicht gedent geschriben ist, wie her = herr, den = denn, got = gott, wen = wenn, wird kurz ausgesprochen, wodurch die doppelkonsonanten zur bezeichnung der kurzen aussprache überflüßig sind.“ Bekannt ist, dass eine Reihe von Autoren zu Anfang des 20. Jahrhunderts sich ebenfalls der Regel „schreib wi du sprichst“ bedienten und ihre Publikationen zum Teil in dieser Schreibweise veröffentlichten. Auch existierte bereits ab 1876 ein ferein für fereinfachte schreibweise, in dem die erwähnten Autoren mehr oder weniger verbindlich organisiert waren. Zu den Vertretern dieser ortografi gehörten zum Beispiel die Dadaisten der Künstlersiedlung Monte Verità, unter ihnen vor allem Josef Weißgärber. Im Gegensatz zu ihnen blieb Nagel (abgesehen von wenigen Ausnahmen und mit gewissen Inkonsistenzen) seiner „naturgemäßen“ Rechtschreibung bis zuletzt treu.

## Gedenken

gustaf nagel als Camper am Steinhuder Meer

1996 gründete sich in Arendsee die „Arbeitsgruppe Gustav Nagel“ mit dem Ziel, die Gedanken, Gedichte und Botschaften von gustaf nagel der Nachwelt zu erhalten. Seither findet in Arendsee alljährlich ein „gustaf-nagel-Tag“ statt. 1999 wurde ein „gustaf nagel förderferein e. f.“ gegründet. Heute erinnern seine Tempelruine, seine Kurhalle auf dem Gelände der Gaststätte „birlokal zum alten gustaf“ und Schautafeln an der Strandpromenade an den bemerkenswerten Sonderling.
Die Gemeinde Arendsee benannte eine Straße, den gustaf-nagel-weg, nach ihrem wohl bekanntesten Einwohner.
In Mardorf am Steinhuder Meer, wo sich Nagel mehr als zwei Jahre aufgehalten hatte, wurde am Weißen Berg 2009 ein Gelände als „gustaf-nagel-platz“ benannt und mit einer ausführlichen Erinnerungstafel versehen. Demnach gelte er auch als „der erste Camper am Weißen Berg“.